# 于漢卿
于漢卿（1929年6月—2011年2月22日），天津市寧河縣俵口鄉人，中華人民共和國政治人物，高級經濟師，1946年7月參加工作，1947年3月加入中國共產黨。原四川省重慶市人大常委會主任、黨組書記。

## 經歷
1946年7月至1949年3月任冀東軍區鐵龍部隊、海防支隊通信員、班長、排長、支書、副指導員。期間，軍區政幹校學習三個月任班長；1949年4月，南下教導二師、二野三兵團交通警備團任政治教員；1949年12月至1958年底任重慶市公安局第五（南岸）分局派出所副所長、政治幹事，公安分局人事科長、政治協理員、副局長、市公安局紀檢委員、南岸區委委員、工交部副部長，期間，1950年、1954年在西南局黨校和公安學院重慶分院各學習1年；1959年初至1966年11月任重慶市水泥廠黨委書記，市委工業部基建處副處長，重鋼轉爐一廠黨委書記、重鋼三廠廠長，松藻礦務局黨委副書記，魚田堡煤礦黨委書記，南桐礦務局黨委副書記、局長，1964年在解放軍政治學院學習四個月；1966年11月至1969年底，受「文革」衝擊，下放勞動；1970年初至1973年5月任重慶市煤管局核心和革命領導小組副組長，市委工交部核心領導小組副組長、副部長；1973年5月至1980年2月任中共四川省重慶市委書記、市革委會副主任；1980年2月至1983年4月任中共四川省重慶市委第二書記，市政府市長、黨組書記；1983年4月至1985年5月任中共四川省重慶市委副書記，市政府市長、黨組書記，期間，參加第一期全國市長研究班學習，任黨支部書記；1985年5月至1988年6月任中共四川省重慶市常務副書記，並在1987年底到1988年6月主持市委全面工作；1988年6月至1997年6月任四川省重慶市第十一、十二屆人大常委會主任、黨組書記；1997年6月任重慶市人民政府經濟顧問；1998年3月任第九屆全國人大農業與農村委員會委員。第七、八、九屆全國人大代表，第三屆中共四川省委候補委員、委員，第四、五屆中共四川省委委員，第五、六、七、八屆四川省人大代表，四川省人大制度研究會副會長，重慶市第一屆人大代表；1998年4月任市關心下一代工作委員會主任；1999年11月任市人大制度研究會會長；2000年9月任史迪威研究會會長。2011年2月22日，在重慶逝世。